# Auslandsdeutsche
Auslandsdeutsche sind Deutsche mit gewöhnlichem Aufenthalt außerhalb Deutschlands. Es wird geschätzt, dass mehrere Millionen deutsche Staatsangehörige im Ausland leben; zu dauerhaft oder vorübergehend im Ausland lebenden Deutschen verfügt die deutsche Bundesregierung jedoch über keine statistischen Daten (Stand: 2017).
Die Auswandererstatistik der OECD bezieht sich auf in Deutschland geborene Menschen. Nach OECD-Angaben leben etwa 3,4 Millionen in Deutschland Geborene in einem anderen OECD-Staat (Stand: 2011), vor allem in den Vereinigten Staaten (1,1 Millionen). Knapp 1,9 Millionen von ihnen sind im Ausland erwerbstätig, die Hälfte von ihnen als Führungskräfte, als Akademiker, als Techniker oder im Bildungs- oder Gesundheitswesen. Deutschland ist nach Indien, den Philippinen, China und dem Vereinigten Königreich das fünftwichtigste Herkunftsland hochqualifizierter Arbeitskräfte.

## Begriffsbestimmung
Auslandsdeutsche im engeren Sinne des Wortes sind deutsche Staatsangehörige ohne ständigen Wohnsitz in Deutschland. Ihre Schätzung ist sehr schwierig, da in der Regel auch Deutsche unter den Begriff gefasst werden, die in Deutschland noch gemeldet sind, d. h. einen melderechtlichen Wohnsitz haben, aber tatsächlich vollständig oder ganz überwiegend im Ausland leben, oder die im Ausland geboren wurden, niemals in Deutschland gemeldet waren und keine Ausweispapiere bei der Auslandsvertretung beantragt haben. Eine Meldeobliegenheit zum Erhalt der deutschen Staatsangehörigkeit für im Ausland geborene Kinder gegenüber dem zuständigen deutschen Standesbeamten oder der deutschen Auslandsvertretung besteht erst für Eltern, die ihrerseits nach dem 31. Dezember 1999 im Ausland geboren wurden. Allein in Europa gibt es nach Schätzungen 1,2 Millionen Auslandsdeutsche, die meisten in der Schweiz; an zweiter und dritter Stelle folgen Österreich und das Vereinigte Königreich (Stand 2019). Die Zahl der Deutschen in Spanien, das 2010 noch an zweiter Stelle lag, ist seit Jahren rückläufig.
Gelegentlich werden auch heute noch Deutschstämmige ohne deutsche Staatsbürgerschaft, die im Ausland leben, sich in der ein oder anderen Form noch zum deutschen Volkstum bekennen und die deutsche Sprache pflegen, als Auslandsdeutsche bezeichnet. Damit sind Deutsche gemeint, die in anderen Staaten ihre Heimat haben, vor allem als seit langem dort ansässige deutsche Minderheit, mit der Staatsbürgerschaft des Landes, in dem sie leben, zum Beispiel Deutsche in Nordschleswig (Dänemark). In Osteuropa ansässige Deutschstämmige können sich unter Umständen als Spätaussiedler anerkennen lassen und die deutsche Staatsangehörigkeit beantragen. Nach Veröffentlichungen aus den Jahren 1987 und 1989 lebten damals 10 bis 15 Millionen Deutschsprechende und sich zum deutschen Volkstum Bekennende, die aber nicht zwangsläufig deutsche Staatsbürger sind, im Ausland.

## Geschichte des Begriffs

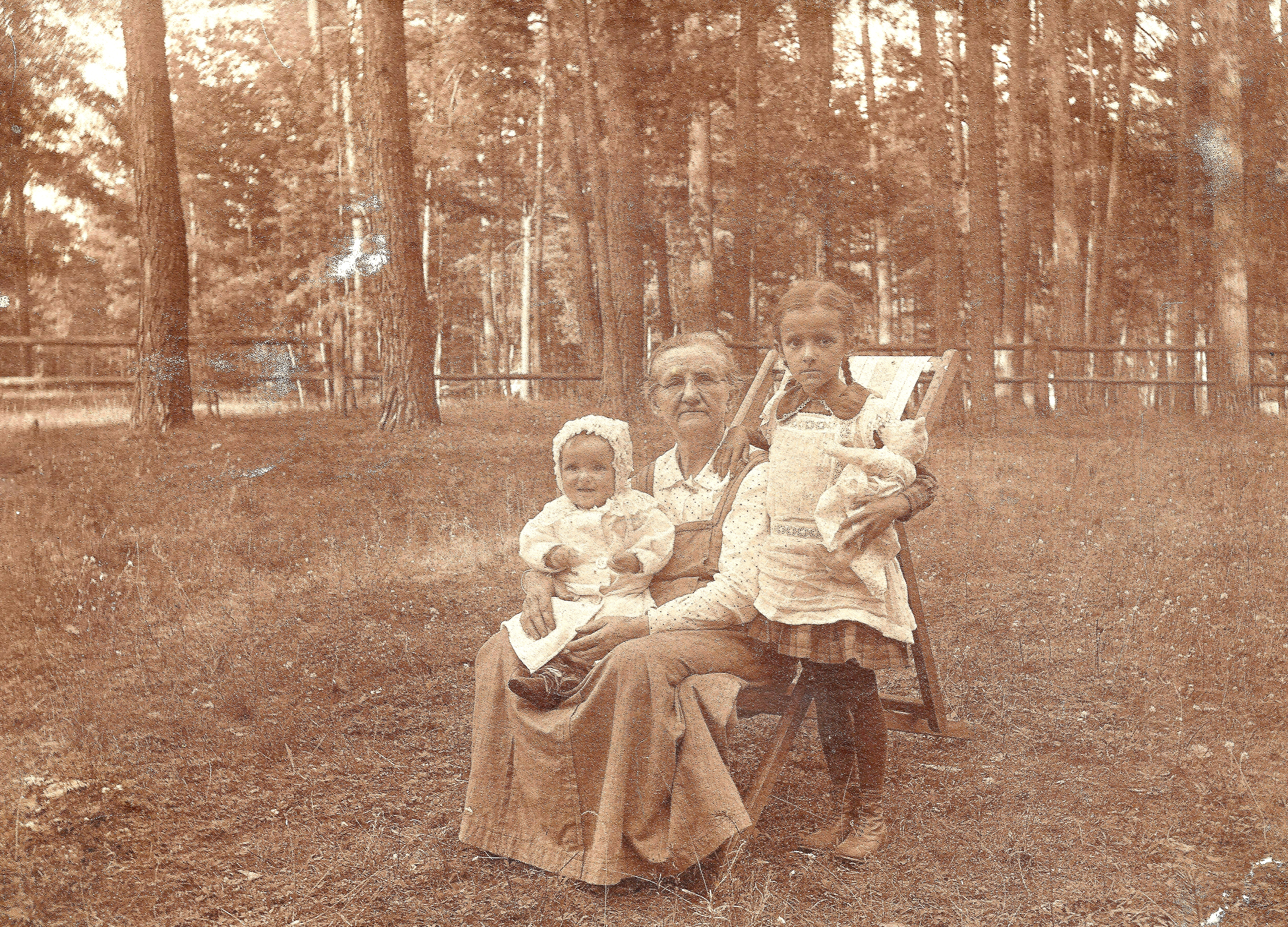
Auslandsdeutsche mit Enkelkindern, bei Moskau, 1917

Im Rahmen der Gründung des Deutschen Reiches 1871 änderte sich die Bedeutung des Wortes „Deutscher“. Erstmals wurde zwischen Menschen unterschieden, die auf Dauer im Deutschen Reich lebten, und solchen, die ihren Wohnsitz außerhalb seiner Grenzen hatten. Die Idee vom „Auslandsdeutschtum“ bildete eine Art Ersatzgemeinschaft für die, die in Österreich, als deutsche Minderheit in ihren angestammten Gebieten oder als Siedler in den deutschen Kolonien außerhalb der territorialen Nationalgrenzen lebten. Oft wurden auch gegen ihren Willen Menschen als „Auslandsdeutsche“ zum „Deutschtum“ gezählt – so sprach man etwa von sogenannten Grenz- und Ferndeutschen –, die endgültig zum Beispiel in die USA ausgewandert waren und die Staatsangehörigkeit ihrer neuen Heimat angenommen und sich kulturell assimiliert hatten, die also allenfalls noch deutschstämmig waren. „Diese imaginierte Nation war zwar de facto weit verstreut und keineswegs zusammenhängend, aber sie war gleichwohl Teil einer integralen, kulturellen Imagination. […] Die Erfahrung einer Zäsur und der tiefen Kluft zwischen Heimat und dem Ausland war hier mit der Überzeugung vereint, dass die kulturell und zunehmend auch völkisch verstandene nationale Identität nicht abgelegt werden konnte.“
Dieses Verständnis schlug sich in der Änderung des Staatsangehörigkeitsrechts nieder. Vor der Gründung des Deutschen Reiches sahen Preußen, Sachsen, Mecklenburg, Oldenburg ein Verlust des Untertanenrechts nach zehnjähriger Abwesenheit vor. Ab 1870 wurde im Gesetz über die Erwerbung und den Verlust der Bundes- und Staatsangehörigkeit ebenfalls eine Zehjahresfrist festgesetzt, die allerdings dann unterbrochen wurde, wenn der Auslandsdeutsche sich in die Matrikel eines Konsulats eingetragen hatte. Die Matrikel diente der Erfassung und Musterung für die Wehrpflicht. Ein Verlust konnte auch dann eintreten, wenn er im Falle eines Krieges oder eine Kriegsgefahr einer Rückkehraufforderung nicht fristgerecht Folge geleistet hatte oder ohne Erlaubnis sich in den Dienst eines fremden Staates begeben hat. Das Reichs- und Staatsangehörigkeitsgesetz von 1913 schaffte die Zehnjahresfrist ab. Die deutsche Staatsangehörigkeit ging nicht mehr von selbst durch Aufenthalt im Ausland ohne Matrikeleintragung nach zehn Jahren verloren, sondern konnte nun auf Nachkommen übertragen werden. Dahinter stand der Gedanke, dass deutsche Auswanderer durch Aufenthalte in „Neu-Deutschland“ (gemeint waren hier die deutschen Kolonien) nicht mehr dem „Volkskörper“ verloren gehen, sondern jederzeit in ihre „Ursprungsheimat“, das Mutterland Deutschland, zurückkehren können sollten. Bestimmungen über den Verlust der Staatsangehörigkeit von Auslandsdeutschen durch Nichtantritt des Wehrdienstes oder Fahnenflucht oder unerlaubte Dienste für einen fremden Staat blieben erhalten.
Als „Kolonien“ galten dabei sowohl die bis 1919 vollständig verlorenen Überseegebiete, die unter deutscher Herrschaft standen, als auch die seit dem Mittelalter von Deutschen besiedelten Gebiete in Südost- und Osteuropa mit einer lokalen oder regionalen Mehrheit ethnisch deutscher Bewohner. Sebastian Conrad folgert aus dem die Grenzen des deutschen Staates sprengenden Begriff des ethnischen Deutschen bzw. des „Volksdeutschen“: „Spätestens die hohe Zahl von ‚Aussiedlern‘, die als Folge dieser Bestimmungen in den 1990er Jahren vor allem aus Russland nach Deutschland ‚zurückkehrten‘, demonstrierte die anhaltende gesellschaftliche Relevanz dieser gesetzlichen Regelung und, allgemein gesprochen, der Bedeutung des kolonialen Vermächtnisses in der deutschen Geschichte.“
Durch den Friedensvertrag von Versailles fielen Gebiete in die Hoheit von Siegermächten des Ersten Weltkriegs. In diesen Gebieten lebende Deutsche bezeichnete man allgemein als Grenzdeutsche. Im Auswärtigen Amt gab es im „Büro Ribbentrop“ spätestens 1935 die von Heß ausdrücklich festgelegte Aufgabe der Betreuung des Auslandsdeutschtums (siehe Karlfried Graf Dürckheim). 1936 wurde Stuttgart mit dem Ehrentitel Stadt der Auslandsdeutschen ausgezeichnet. Dort war der Sitz des Deutschen Ausland-Instituts.
Die Anwendung des Begriffs Auslanddeutscher auf Menschen ohne deutsche Staatsangehörigkeit ist seit 1945 stark rückläufig. Selbst in der Ära des Nationalsozialismus war er eher auf im Ausland lebende deutsche Staatsangehörige als auf Volksdeutsche (dieser Begriff wurde seit den 1920er Jahren benutzt und ist heute synonym zu den deutschen Volkszugehörigen) angewendet worden.

## Rechtliches
Die Verlegung des Hauptwohnsitzes ins Ausland unter Beibehaltung der deutschen Staatsangehörigkeit bringt einige Folgen mit sich.

### Abmeldung des deutschen Wohnsitzes
Laut § 17 Bundesmeldegesetz muss der Wegzug ohne Beibehaltung einer Wohnung in Deutschland nach spätestens zwei Wochen bei der Meldebehörde gemeldet werden.
Ein Nebenwohnsitz in Deutschland kann nur angemeldet werden, wenn auch ein Hauptwohnsitz besteht (§ 21 BMG). Eine Hauptwohnung soll allerdings die vorwiegend benutzte Wohnung sein. Daher müssen sich Auslandsdeutsche eigentlich abmelden, wenn sie ihren Lebensmittelpunkt ins Ausland verlegt haben. Das Missachten dieser Bestimmungen stellt eine Ordnungswidrigkeit dar, die mit bis zu 1000 Euro Geldbuße geahndet werden kann.
Eine Ausnahme stellen Soldaten dar, die auf Schiffen der Marine dienen. Die Unterkünfte dort können auch als Wohnung angegeben werden, selbst wenn sie sich zumeist im Ausland befinden (§ 21 BMG). Andere Schiffe können aber nur als Wohnung angegeben werden, wenn sie nicht regelmäßig bewegt werden.
Außerdem können im Ausland Studierende in der elterlichen Wohnung gemeldet bleiben, sofern sie diese in der ausbildungsfreien Zeit zumindest überwiegend nutzen.
In der Praxis melden sich viele Auslandsdeutsche nie ab, da dies nicht systematisch überprüft und selten geahndet wird. Sie werden daher bei den folgenden Besonderheiten wie Inlandsdeutsche behandelt.

### Ausweise und Pässe
Auslandsdeutsche unterliegen nicht der Ausweispflicht, das heißt, sie sind nicht verpflichtet, einen Personalausweis oder Reisepass zu besitzen. Jedoch wird in vielen Fällen ein solches Dokument benötigt. Zum Beispiel muss weltweit beim Grenzübertritt ein Reisepass oder ein zulässiges Ersatzdokument (zum Beispiel Personalausweis) mitgeführt und bei einer Grenzkontrolle vorgelegt werden. Das gilt auch für deutsche Staatsbürger, die nach Deutschland ein- oder aus Deutschland ausreisen. Je nach Wohnsitzland muss eventuell auch ein entsprechendes Visum im Reisepass eingetragen werden, wozu ggf. der Besitz eines aktuellen Dokumentes erforderlich wird.
- Für die Ausgabe von Reisepässen ist die deutsche Auslandsvertretung zuständig, in deren Amtsbezirk der Auslandsdeutsche lebt. Eine solche Vertretung kann eine Botschaft sein oder ein Generalkonsulat. Bei Honorarkonsulaten ist die Beantragung üblicherweise nicht mehr möglich, aber in vielen Fällen wurden auch dort die technischen Voraussetzungen geschaffen.[16] Um die Zuständigkeitsregelung in der Praxis bürgerfreundlich zu handhaben, wird in der Passverwaltungsvorschrift (Ziff. 19.4.1) vorgegeben, dass Passanträge im Ausland lebender Deutscher von Passbehörden im Inland ungeachtet der eigenen Unzuständigkeit anzunehmen und nach Einholung der erforderlichen Ermächtigung zu bearbeiten sind, wenn ein wichtiger Grund dargelegt wird. Ein solcher wichtiger Grund liegt zum Beispiel dann vor, wenn die antragstellende Person geltend macht, dass der Weg zur zuständigen Passbehörde erheblich weiter ist als zur unzuständigen Passbehörde.
- Ein Personalausweis kann auch von Personen ohne Wohnsitz in Deutschland beantragt werden. Die Beantragung kann seit 1. Januar 2013 bei deutschen Auslandsvertretungen durchgeführt werden. Die zuständige Vertretung ist jedoch nicht notwendigerweise dieselbe wie für Reisepässe, da nicht jede Auslandsvertretung auch eine Personalausweisbehörde ist. Als Wohnort wird auf dem Ausweis angegeben, dass der Inhaber keinen Wohnsitz im Inland hat. Die Kosten liegen deutlich über denen im Inland, da ein Auslandszuschlag von 30 Euro erhoben wird. Da dieser Zuschlag höher ist als die Gebühr für den Ausweis selbst, sind die Kosten für die Beantragung im Ausland mehr als doppelt so hoch wie im Inland (Stand Juni 2013).[17] Bis Ende 2012 bestand nur die Möglichkeit der Beantragung bei jeder lokalen Personalausweisbehörde im Inland.[18] Vor dem 1. November 2010 waren zudem die Länder für die Ausgabe der Personalausweise zuständig, nicht der Bund, was oft Schwierigkeiten mit der Beantragung mit sich brachte.

### Wahlrecht
Auslandsdeutsche dürfen in Deutschland nur mit Einschränkungen an Wahlen teilnehmen (siehe auch Abschnitt Auslandsdeutsche im Artikel zum Wahlrecht):
- Bei Bundestagswahlen dürfen Auslandsdeutsche seit dem 3. Mai 2013 (BGBl. I S. 962) nur wählen, wenn sie entweder nach Vollendung ihres 14. Lebensjahres mindestens drei Monate ununterbrochen in der Bundesrepublik Deutschland gelebt haben und dieser Aufenthalt nicht länger als 25 Jahre zurückliegt oder wenn sie aus anderen Gründen persönlich und unmittelbar Vertrautheit mit den politischen Verhältnissen in der Bundesrepublik Deutschland erworben haben und von ihnen betroffen sind. Auslandsdeutsche, auf die dies nicht zutrifft, haben kein Wahlrecht bei Bundestagswahlen. Die vorige Regelung war im Juli 2012 für verfassungswidrig erklärt worden,[6] sodass zwischenzeitlich keine Rechtsgrundlage für das Wahlrecht von Auslandsdeutschen bestand. Auslandsdeutsche können sich in das Wählerverzeichnis ihres letzten Wohnsitzwahlkreises eintragen lassen und per Briefwahl teilnehmen.[19] Auslandsdeutsche, die noch nie einen Wohnsitz in Deutschland hatten, haben ihren Wahlkreis am Schwerpunkt ihrer persönlichen Betroffenheit von den politischen Verhältnissen in der Bundesrepublik Deutschland; das ist bei Grenzpendlern deren Arbeitsort, die letzte Heimatgemeinde der Vorfahren in gerader Linie oder bei Ortskräften deutscher Auslandsvertretungen in der Regel das Auswärtige Amt und damit das Bezirksamt Mitte von Berlin (Wahlkreis 75 Bundestagswahlkreis Berlin-Pankow). Einen speziellen Wahlkreis für Auslandsdeutsche gibt es nicht.
- Bei Europawahlen dürfen Auslandsdeutsche in Deutschland ihre Stimme abgeben, wenn sie in einem anderen Land der Europäischen Union ihren Wohnsitz haben und dort nicht an der Wahl teilnehmen.[20] Alternativ können sie als Unionsbürger auch in ihrem Residenzland an der Europawahl teilnehmen.
- Das Recht zur Teilnahme an Wahlen zu Landtagen und den übrigen Gebietskörperschaften in Deutschland ist an einen Wohnsitz in der entsprechenden Region gebunden. Dieses könnte zwar von den Bundesländern auch für Auslandsdeutsche geöffnet werden, was aber bislang nicht geschehen ist.

Hat der Auslandsdeutsche noch einen Wohnsitz in Deutschland, ist sein Wahlrecht uneingeschränkt. Insbesondere ist kein Antrag auf Eintragung in das Wählerverzeichnis erforderlich. Eine Teilnahme per Briefwahl ist möglich.

### Führerscheine
Die Gültigkeit des deutschen Führerscheins im Ausland unterliegt der Gesetzgebung des ausländischen Wohnsitzes. Gegebenenfalls muss die Fahrerlaubnis vor Ablauf einer Frist durch eine lokale Version ersetzt oder ergänzt werden. Wenn hierzu keine Umtauschmöglichkeit besteht, ist ggf. eine Prüfung zu absolvieren.
Innerhalb der Europäischen Union ist zumindest in den ersten 2 Jahren kein Umtausch erforderlich, wodurch alle gültigen deutschen Führerscheine, auch die älteren Dokumente in den Farben grau und rosa, von im EU-Ausland lebenden Deutschen weiterhin verwendet werden dürfen. Allerdings darf das Wohnsitzland nach zwei Jahren Aufenthalt die Erneuerung von Führerscheinen, die eine Gültigkeitsdauer haben, die von der in der EU-Richtlinie vorgesehenen Gültigkeitsdauer von 5 bis 15 Jahren (je nach Klasse) abweicht, verlangen. Ebenso nach 2 Jahren kann das Wohnsitzland seine eigenen nationalen Vorschriften über Einschränkung, Aussetzung, Entzug oder Aufhebung der Fahrerlaubnis anwenden, wodurch auch ein verpflichtender Umtausch erfolgen kann.
Hierdurch können die bis 19. Januar 2013 ausgestellten unbegrenzt gültigen deutschen Führerscheine schon nach 2 Jahren im EU-Ausland nicht mehr dort anerkannt werden. Die genauen Regelungen unterschieden sich in den Mitgliedstaaten der Europäischen Union. Während zum Beispiel in Dänemark das Führen eines Fahrzeugs schon nach 2 Jahren nur mit einem nach der aktuellen EU-Richtlinie ausgestellten Führerschein erlaubt ist, wird in anderen Ländern wie zum Beispiel Schweden, Österreich, Irland, Tschechien oder Finnland der Führerschein so lange anerkannt, wie er auch im Ausstellungsland gegolten hätte. Bei höheren Führerscheinklassen für Busse oder Lastkraftwagen kommen weiterhin ggf. auch Einschränkungen durch Altersgrenzen und medizinische Tauglichkeitsprüfungen hinzu.
In jedem Fall sind die EU-Staaten nach der EU-Führerscheinrichtlinie dazu verpflichtet, alle Dokumente bis 19. Januar 2033 durch EU-Führerscheine zu ersetzen, wodurch die ursprünglich unbegrenzt gültigen deutschen Führerscheine spätestens dann ihre Gültigkeit verlieren werden. Bei Verlust oder Auslaufen des Führerscheins ist das Wohnsitzland für die Ausstellung eines neuen Führerscheins zuständig, wobei die entsprechenden EU-Führerscheinklassen übertragen werden.
In der Schweiz hat der deutsche Führerschein eine Gültigkeit von max. 12 Monaten ab Eintrag des Zuzuges im Ausländerausweis, d. h., er muss innerhalb dieser Frist in einen Schweizer Führerausweis umgetauscht werden, sofern seine Gültigkeit sich über diese Zeitraum erstreckt, ein ungültiger Führerschein kann in der Schweiz nicht umgetauscht werden. Nach Ablauf der 12 Monate gilt das Fahren mit Deutschem Führerschein und gleichzeitigem Wohnsitz in der Schweiz als Fahren ohne Fahrerlaubnis. Der eingetauschte Führerschein wird nach Deutschland zurückgesandt und dort verwahrt.

### Steuerrecht und Sozialversicherungen

#### Steuerpflicht
Ohne gewöhnlichen Aufenthalt oder Wohnsitz in Deutschland besteht in der Regel keine unbeschränkte Steuerpflicht in Deutschland (Ausnahme Wegzug in ein Niedrigsteuergebiet). In aller Regel unterliegen Auslandsdeutsche mit ihrem weltweit erzielten Einkommen der Steuerpflicht in dem Staat, in dem sie ihren Lebensmittelpunkt haben. Erträge, die aus Deutschland stammen werden ungeachtet einer möglichen ausländischen Steuerpflicht teilweise einer inländischen beschränkten Steuerpflicht unterworfen. Häufge Fälle sind z. B. Kapitalerträge aus deutschen Wertpapierdepots oder Mieten und Pachtzinsen, da diese auf ohne Aufenthalt des Steuerpflichtigen in Deutschland erzielt werden können. Unterhält der Auslanddeutsche trotz seines gewöhnlichen Aufenthaltes im Ausland noch eine Wohnung im Inland, ist er im Regelfall auch in Deutschland unbeschränkt steuerpflichtig. Doppelbesteuerungen zwischen vielen Staaten, so auch innerhalb der EU, werden mit zwischenstaatlichen Doppelbesteuerungsabkommen gelöst. Es gibt auch ein OECD-Musterabkommen. Bei Kapitalerträgen kann die (ganze bzw. teilweise -(zum Beispiel bei Dividenden)) Rückerstattung der Quellensteuer beantragt werden.
Bei Wegzug wird in Ansehung des Betriebsvermögens und in einigen Fällen auch in Ansehung der Privatvermögens eine Wegzugssteuer fällig.
Auslandsdeutsche, die für die EU oder internationale Organisationen arbeitet, sind in Bezug auf ihr Arbeitseinkommen entweder steuerfrei oder unterliegen einer organisationsinternen Abgabe. Die Besteuerung der sonstigen Einkünfte dieser Beschäftigen unterliegt je nach völkerrechtlichen Verträgen dem Herkunftsland oder dem Land, in dem der gewöhnliche Aufenthalt begründet wurde. So bezahlen Beschäftigte der EU eine EU-Steuer auf ihr Arbeitseinkommen. Diplomaten und Konsularbeamte verbleiben dauerhaft im deutschen Steuersystem. Sonstige Beschäftigte, deren Einkommen aus einer deutschen öffentlichen Kasse bezahlt werden, verbleiben in Bezug auf ihr Arbeitseinkommen im deutschen Steuersystem.

#### Krankenversicherungen
Die Sozialversicherungspflicht wird ebenfalls häufig in zwischenstaatlichen Sozialversicherungsabkommen geregelt. Anders als im Steuerrecht besteht innerhalb der EU eine Verordnung zur Koordinierung der Systeme der sozialen Sicherheit. Typisch für das Sozialversicherungsrecht ist die sogenannte Entsendung. Hier wird es einem Arbeitnehmer gestattet, der von einem deutschen Unternehmen ins Ausland für einen im Voraus begrenzten Zeitraum mit Rückkehrabsicht entsandt wird, im deutschen Sozialversicherungssystem zu bleiben. Hintergrund ist, dass die Beitragsbiographie des Arbeitnehmers nicht unterbrochen werden soll. In der EU hat der entsandte Arbeitnehmer die A1-Bescheinigung mitzuführen, die nachweist, dass er in Deutschland sozialversichert ist. Für die Abrechnung im Bereich des gesetzlichen Krankenversicherung hat der entsandte Arbeitnehmer einen direkten Erstattungsanspruch gegenüber seinem Arbeitgeber, der Rückgriff bei der Sozialversicherung nimmt (§ 17 SGB V). Mit einer privaten Krankenversicherung erfolgt die Abrechnung, wie üblich, unmittelbar.
Ist keine Entsendung möglich oder ist die Höchstfrist abgelaufen, ist der Betroffene in dem Land versichert, in dem er seine Beschäftigung ausübt. In der EU ist die Höchstdauer einer Entsendung auf in der Regel 2 Jahre begrenzt. Grenzgänger innerhalb der EU können durch das S1-Formular beantragen, dass sie über eine beliebige deutsche gesetzliche Krankenversicherungen Sachleistungen für die Behandlung in Deutschland abrechnen können, die wirtschaftlich dann von ihrer Krankenkasse getragen wird, bei der sie im Tätigkeitsland versichert sind. Dieser Schutz geht weiter, als der der europäische Krankenversicherungskarte (EHIC), die nur Kurzaufenthalte und medizinische Notfälle abdeckt.

#### Altersrente
Besteht ein Sozialversicherungsabkommen oder gilt Europarecht, werden Renten-Anspruchszeiten der jeweiligen Länder berücksichtigt. Die jeweiligen Renten werden jedoch von den Staaten gezahlt, in denen der Anspruch erworben wurde.

### Kindergeld
Ein Auslandsdeutscher erhält auch ohne Wohnsitz oder gewöhnlichen Aufenthalt im Inland Kindergeld, wenn er in Deutschland unbeschränkt steuerpflichtig ist. Das ist der Fall, wenn er sein Gehalt aus einer deutschen öffentlichen Kasse erhält (Anspruch nach § 62 Abs. 1 Nr. 2 EStG). Ein Auslandsdeutscher hat auch Anspruch auf Kindergeld nach § 1 Bundeskindergeldgesetz, wenn er nur, ohne in Deutschland Steuern zu zahlen, sozialversicherungsrechtlich entsandt ist, d. h. in einem Versicherungsverhältnis zur Bundesagentur für Arbeit steht, oder als Entwicklungshelfer oder Missionar tätig ist, oder als Beamter, Richter oder Soldat im Ausland vorübergehend einem Arbeitgeber privaten Rechts zugewiesen wurde.

### Erbrecht
Im Erbrecht herrscht große Uneinheitlichkeit für Auslandsdeutsche. Vor dem Inkrafttreten der europäischen Erbrechtsverordnung im August 2012 ging das deutsche Recht davon aus, dass deutsche Staatsangehörige stets nach deutschem Erbrecht vererben. Seitdem ist der letzte gewöhnliche Aufenthalt maßgeblich. Der Erblasser kann durch Testament aber auch deutsches Erbrecht wählen. Außerdem wurde ein europäisches Nachlasszeugnis eingeführt, dass mit dem deutschen Erbschein vergleichbar ist. Zu Konflikten kann es insbesondere bei Grundstücken, aber auch bei Wertpapierdepots kommen, die außerhalb der EU gelegen sind und in Ansehung derer der ausländische Staat sein eigenes Erbrecht für anwendbar erklärt, unabhängig vom letzten gewöhnlichen Aufenthalt des Erblassers oder seiner von ihm getroffenen Rechtswahl. In diesem Fall kommt es zur Nachlassspaltung.

### Wehrpflicht
Bis zur Aussetzung der Wehrpflicht in Deutschland ruhte die Wehrpflicht bei ständigem Aufenthalt im Ausland. Wehrpflichtige unterlagen der Wehrüberwachung und hatten die Genehmigung des Kreiswehrersatzamtes einzuholen, wenn sie für länger als drei Monate Deutschland verlassen wollten. In früherer Heeren erstreckte sich die Wehrpflicht auch auf Auslandsdeutsche, deren Erfassung und Musterung durch die Konsulate vorgenommen wurde.

### Krisenvorsorge
Deutsche Staatsbürger, die im Ausland leben, können sich in die Krisenvorsorgeliste der im „Konsularbezirk ansässigen Deutschen und anderer Schutzbefohlener sowie ihrer Familienangehörigen“ (auch als „Deutschenliste“ bezeichnet) eintragen lassen, die die jeweilige deutsche Auslandsvertretung zur Vorsorge für Katastrophenfälle führt.
In der COVID-19-Impfkampagne wurden Auslandsdeutsche zunächst nicht berücksichtigt (Stand: August 2021).